# Парфёново (Вашкинский район)
Парфёново — деревня в Вашкинском районе Вологодской области России. 
Административный центр Роксомского сельского поселения, с точки зрения административно-территориального деления — Роксомского сельсовета.

## География
Расстояние по автодороге до районного центра Липина Бора — 26 км. Ближайшие населённые пункты — Васютино, Мыс, Никольская, Сальниково, Семяновская, Сухоежино, Тимино, Якунино.

## Население
| 2002 | 2010 |
| ---- | ---- |
| 179  | ↘121 |

По переписи 2002 года население — 179 человек (81 мужчина, 98 женщин). Преобладающая национальность — русские (99 %).